# Ветлуга
Ветлуга (рус. Ветлу́га) је река у републици Мариј Ел и Нижњеновгородској области у Русији. То је лева притока Волге и већим делом свог тока је пловна.